# Miroslav Barčík
Miroslav Barčík (* 26. Mai 1978 in Čadca) ist ein ehemaliger slowakischer Fußballspieler.

## Vereinskarriere
Barčík spielte in seiner Jugend für OŠK Rudinka und MŠK Žilina. Den ersten Profivertrag bekam er beim MŠK Žilina, wo er in Jahren 1996 bis 2001 erstmals spielte. Im Juli 2001 bekam er beim türkischen Erstligaaufsteiger Göztepe Izmir einen Zwei-Jahres-Vertrag, er spielte dort wenig kehrte nach einem Jahr zum MŠK zurück. Barčík spielte ein zweites Mal in den Jahren 2002 bis 2006 für MŠK Žilina und errang mit dem Verein zweimal den slowakischen Meistertitel. Er wechselte danach für ein Jahr zum griechischen Aufsteiger Ergotelis, ehe er zwei Jahre beim FC Spartak Trnava unter Vertrag stand, in der Saison 2008/09 war er zum FC Nitra ausgeliehen. Daraufhin spielte er erneut im Ausland, beim nahen polnischen Verein Polonia Bytom, wo er zwei Jahre Stammspieler war. Barčík wechselte im Juni 2011 zum dritten Mal zum MŠK Žilina, wo er einen Zwei-Jahres-Vertrag und die Kapitänsbinde bekam.

## Nationalmannschaft
Barčík spielte für die Slowakei bei den Olympischen Sommerspielen 2000 in Sydney. Er absolvierte zwei Länderspiele für die slowakische Fußballnationalmannschaft.

## Erfolge
- Slowakischer Meister: 2002/03 und 2003/04